# Patapon
Patapon (パタポン) est un jeu vidéo de rythme développé par SCE Japan Studio et Pyramid et édité par Sony Computer Entertainment pour la PlayStation Portable. Le jeu est sorti au Japon le 20 décembre 2007, le 22 février 2008 en Europe, le 26 février 2008, puis en Australie le 28 février 2008.
Il a été par la suite remastérisé le 1er août 2017 sur PlayStation 4.

## Histoire
Patapon place le joueur dans le rôle du dieu des Patapons. En tant que dieu des Patapons, vous recevrez un tambour, nommé "PON". Vous êtes ensuite introduit à la situation actuelle de vos croyants. Il y a très longtemps, votre tribu était fière et conquérante, mais un jour elle a perdu de vue sa divinité. Vous battez à un rythme régulier le tambour et vous reformez rapidement une armée, à commencer par votre porteur de drapeau Hatapon et 3 Yaripons. En tant que dieu, vous allez chasser pour de la viande avec votre troupe, vaincre des monstres imposants et mener à bien des batailles contre vos ennemis jurés, les Zigotons, le tout en créant de nouvelles troupes, en emportant armes et équipement, et récupérer d'autres tambours (au nombre total de 4). Vous serez amené à vous battre contre les généraux de l'armée royale Zigoton, le premier étant Gong l’oeil de faucon. D'autre missions vous demanderons de détruire les forts adverses. Le but de votre périple étant la recherche du bout du monde "Earthend" qui est en quelque sorte une terre promise.

## Système de jeu
Le système de jeu est basé sur les touches géométriques de la console : carré, triangle, rond et croix.
Il faut faire une différente combinaison de touches en rythme, pour arriver à faire avancer, attaquer ou défendre votre troupe. L'objectif, pour la troupe de Patapon que vous aurez au préalable choisi parmi quelques différents types de Patapon, est d'arriver à la fin du niveau ; sans que le Hatapon (Porteur du drapeau) ne meure, ou bien que vos guerriers ne soit plus au combat. Vous pouvez récupérer du matériel, comme des lances, boucliers, arcs et d'autres armes. Ces derniers permettant de faire évoluer vos guerriers en redoutables monstres de combat, parmi une multitude de possibilités, pour en tirer le meilleur d'eux. De plus, si vous suivez le rythme assez longtemps vous entrerez en mode Fever, ce qui doublera la force de votre troupe et permettra l'activation de miracles, permettant ainsi de faire pleuvoir ou encore de déclencher un vent arrière pour les tirs à distance.

### Généralités
Il est possible d'améliorer les caractéristiques et les équipements de ses différents Patapons (fantassins, archers, cavaliers…).
Chaque touche (Triangle, Cercle, Croix, Carré) est assignée à un tambour particulier. Il suffit de ces quatre touches pour jouer. Le concept de simplicité de jeu et d'accessibilité est donc repris à LocoRoco. La combinaison de plusieurs tambours permet de créer un rythme assigné à un ordre. Les ordres sont ainsi communiqués aux Patapons, selon un rythme en quatre temps. Quand un rythme est joué, les Patapons le répètent tout en exécutant l'action associée à ce rythme. Le joueur doit alors ruser pour utiliser les rythmes adéquats selon les situations, pour terminer le niveau avec un minimum de pertes et un maximum de gains. Les gains peuvent être du Ka-ching (la monnaie), des matériaux, des armes ou des objets spéciaux.

### Rythmes et tambours
Les tambours, selon ordre d'attribution :
- PON (Touche Cercle).
- PATA (Touche Carré).
- CHAKA (Touche Triangle).
- DON (Touche Croix).

Les rythmes, selon ordre d'attribution :
- PATA PATA PATA PON : Ordonne aux Patapons d'avancer.
- PON PON PATA PON : Ordonne aux Patapons d'attaquer.
- CHAKA CHAKA PATA PON : Ordonne aux Patapons de se défendre et de réduire les dégâts subits.
- DON DODON DODON : Pour utiliser un miracle - faire tomber la pluie, modifier la direction du vent, faire tomber la neige, faire trembler la terre, etc..
- PON PATA PON PATA : Ordonne aux Patapons de fuir momentanément. Ils reviennent après à leur position normale.
- PON PON CHAKA CHAKA : Ordonne aux Patapons de se préparer à l'attaque pour infliger plus de dégâts lors de la prochaine attaque - efficace pour les Dekapons, Les Robopons et les Kibapons.

### Les Patapons
Il y a différents types de Patapons ayant chacun des aptitudes et caractéristiques propres :
- Yaripons (6 unités maximum) : ce sont les Patapons de base, des lanciers, donc les moins coûteux. Coût minimum : 80 Ka-ching, Viande dure, Branche banale.
- Tatepons (6 unités maximum) : les Patapons fantassins, qui manient aussi bien l'épée que la hache, et portent même un bouclier. Coût minimum : 120 Ka-ching, Viande dure, Pierre.
- Yumipons (6 unités maximum) : les Patapons archers. Ils sont les plus efficaces en mode Fever, ils lancent trois flèches d'un tir. Coût minimum : 150 Ka-ching, Branche banale, Pierre.
- Kibapons (3 unités maximum) : des Patapons accompagnés d'un cheval et d'une lance. Leur destrier peut être amélioré. Coût minimum : 200 Ka-ching, 2 Pierres.
- Dekapons (3 unités maximum) : des Patapons colossaux d'une force phénoménale. Ils sont néanmoins très lents. Coût minimum : 250 Ka-ching, Alliage médiocre, Viande dure.
- Megapons (3 unités maximum) : des Patapons musiciens utilisant pour armes des cors, en soufflant des notes sur les ennemis.

Il y a également des Patapons spéciaux :
- Prêtresse Meden : la seule qui puisse directement adresser la parole au Tout-Puissant, dieu des Patapons.
- Pan le Pakapon : un trompettiste qui joue en faveur du Tout-Puissant. Donnez-lui de la Viande dure et il jouera pour faire danser Ubobon, l'arbre géant.
- Kon Kimpon : il joue sur les orteils d'un bébé montagne à l'aide de ses cuillers géantes. Donnez-lui de la Viande tendre.
- Rah Gashapon : le cuisinier Patapon. Il peut vous préparer des ragoûts donnant des capacités supplémentaires à vos Patapons lors d'un niveau.
- Fah Zakpon : le jardinier Patapon. Aidez-le à entretenir correctement la fleur et vous recevrez des légumes.
- Tom Kanpon : le forgeron Patapon. Il vous forge non seulement des alliages en échange de pierres, mais il peut également vous forger de l'équipement spécial si vous lui fournissez un mythirial.

## Personnages principaux
- Hatapon : Fidèle porteur de drapeau de votre armée, il est le point central de cette dernière et possède au début du jeu le tambour PATA.
- Meden : C'est une prêtresse. Son rôle consiste à vous introduire à l'avancé de la trame. Elle se fera enlever par Makoton dans le jeu.
- Gong l'oeil de faucon : Premier général Zigoton, il est l'une des rares personnes que votre tribu craint ; il possède un casque à corne rappelant vaguement le visage d'un faucon, et une faux qui possède la capacité de former des tornades. Il finira par être laissé pour mort sur le champ de bataille, par Makoton.
- Makoton/Scorpiton : Simple lancier Zigoton à ses débuts, il se jure de détruire les Patapons à la suite de la mort de son meilleur ami Aiton. Il enlèvera Meden et finira par conclure un pacte avec le démon Baban. C'est à la suite de ce pacte qu'il deviendra Scorpiton, lancier au casque de scorpion et aux pouvoirs soporifiques. Au terme d'une bataille contre les Patapons, il mourra après la mort de Baban.
- Spiderton : Kibaton hors pair, il est un général zigoton ayant conclu un pacte avec le diable. Il porte un casque maximisant les dégâts infligés. Dans l'aventure, il est accompagné du tank Ziggertank et veut stopper la course des Patapons. Il mourra après la chute du tank.
- Beetleton : Dernier général Zigoton, il est un Dekaton ayant fait un pacte avec le diable. Malgré sa force, il mourra dans les jardins du palais zigoton.
- Kharma : Reine des Zigotons, elle vend l'âme des soldats sous ses ordres après la mort de Gong. Elle acquiert ainsi une paire d'ailes, des pouvoirs soporifiques et la capacité de faire pleuvoir des météores. Les Patapons l'arrêtèrent dans sa folie et finirent ainsi la guerre avec les Zigotons.
- Baban : Démon ayant pris l'apparence d'une porte vers les enfers et ayant offert à Makoton l'immortalité à la condition que lui-même reste en vie.
- Gorl : Apparu à Kharma comme le diable en personne, il est l'antagoniste principal du jeu et il est le boss final.

## Liste des boss
- Dodonga : Dinosaure bleu et premier boss du jeu, qui vous donnera le tambour CHAKA.
- Majidonga : Clone de Dodonga en rouge plus vif, offrant le tambour DON et le miracle de la pluie.
- Zaknel : Ver des sables gigantesque ayant mangé la mémoire de Kibapon le guerrier à cheval ; le battre vous permettra d'obtenir ces dix guerriers.
- Dokaknel : Clone de Zaknel en plus puissant, accessible en battant le Mochichi de la mission « Paradis du désert » et offrant l'ordre de repli (PON PATA PON PATA).
- Gaeen : Géant de pierre possédant la mémoire de Dekapon, le battre vous permettra de contrôler ces guerriers.
- Dogaeen : Clone bleuté de Gaeen, accessible en battant l'armée Zigoton dans la mission « Mythique ciel nocturne » ; il offre l'ordre de charge (PON PON CHAKA CHAKA).
- Ciokina : Crabe gigantesque, le battre débloquera la mémoire de Megapon ;
- Cioking : Clone de Ciokina, le battre débloquera le « miracle du séisme » ;
- Shoukle : Plante carnivore rouge ne laissant à sa mort aucun item particulier si ce n'est la "carte du palais noir".
- Shoushoukle : Clone de Shoukle accessible en obtenant la « maquette du palais noir », elle offre le "miracle de la tempête".
- Gorl : Démon rouge accessible après avoir battu la reine Kharma dans son palais, boss final du jeu.

## Équipe de développement
- Concepteur : Hiroyuki Kotani
- Directeur Artistique : Rolito
- Lead Artist : Shinichi Shibazaki
- Programmeur principal : Hayato Ikeda
- Producteur associé : Junichi Yoshizawa
- Producteur exécutif : Kazuhito Miyaki

## Accueil
- Destructoid : 8/10 (Remastered)[1]
- GameSpot : 9/10[2]
- IGN : 9,2/10[3]
- Jeuxvideo.com : 16/20[4] - 14/20 (Remastered)[5]